# Dylan Arnold
Dylan Arnold (Seattle, 11 februari 1994) is een Amerikaans acteur. Hij speelde in diverse films en series, waaronder Halloween, After We Collided en You.

## Filmografie

### Film
- 2012: Fat Kid Rules the World, als Dayle
- 2014: Laggies, als Patrick
- 2014: 4 Minute Mile, als Eric Whitehall
- 2014: 7 Minutes, als Johnny
- 2017: Mudbound, als Carl Atwood
- 2018: Halloween, als Cameron Elam
- 2018: Disfluency, als Jordan
- 2019: After, als Noah Porter
- 2019: Adventure Force 5, als Nolan Seturmer
- 2019: Abnormal Cells Make Pretty FLowers, als Otis
- 2019: Come Be Creepy With Us, als Dean
- 2020: After We Collided, als Noah Porter
- 2021: Halloween Kills, als Cameron Elam
- 2022: (Manic)quin, als Beaver
- 2022: 1992, als Dennis
- 2023: Oppenheimer, als Frank Oppenheimer
- 2024: So Much for Solidarity, als James

### Televisie
- 2017: When We Rise, als jonge Gilbert Baker
- 2017: S.W.A.T, als Whip
- 2018: Nashville, als Twig Wysecki
- 2018: The Purge, als Henry Bodreaux
- 2019: Into the Dark, als Hank / Michael
- 2020: Trish & Scott, als Chris
- 2021: You, als Theo Engler
- 2024: Lady in the Lake, als Stephen Zawadzkie

### Podcast
- 2022: Zaya, als Thierry